# Sant'Angelo de Miccinellis
Sant'Angelo de Miccinellis, även benämnd Sant'Angelo de Reniczo och San Giuliano in Banchi, var en kyrkobyggnad i Rom, helgad åt den helige ärkeängeln Mikael. Kyrkan var belägen vid dagens Via dei Banchi Nuovi i Rione Ponte. 

## Kyrkans namn
Tillnamnen ”Miccinellis” och ”Reniczo” syftar på två romerska adelsfamiljer som residerade i området.

## Kyrkans historia
Kyrkan uppfördes sannolikt under 1100-talet. Dess första dokumenterade omnämnande – S. Angeli a Domo Egidii de Poco – förekommer i en bulla promulgerad år 1186 av påve Urban III; bullan uppräknar den bland filialerna till församlingskyrkan San Lorenzo in Damaso. År 1218 underställdes Sant'Angelo församlingskyrkan Santi Celso e Giuliano tillsammans med två andra kyrkor: San Pantaleo iuxta Flumen och San Salvatore de Inversis.
Därtill förekommer den i Il catalogo Parigino (cirka 1230) som s. Angelus de Tenuco, i Il catalogo di Torino (cirka 1320) som Ecclesia sancti Angeli och i Il catalogo del Signorili (cirka 1425) som sci. Angeli de Reniczo.
År 1472, då kyrkobyggnaden var tämligen fallfärdig, förlänades den åt Collegio dei Cursori, messi e corrieri pontifici. Påve Hadrianus VI (1522–1523) lät restaurera kyrkan och den överläts åt Confraternita di San Giuliano, Den helige Julianus brödraskap, vilket hade bildats i kyrkan Santa Cecilia a Monte Giordano i början av 1500-talet. Inför jubelåret 1525 företog brödraskapet en renovering av kyrkans fasad. Åren 1818–1822 byggdes kyrkan om i nyklassicistisk stil, efter ritningar av arkitekten Giuseppe Valadier. Förutom högaltare hade kyrkan fyra sidoaltaren, två på vardera sida. Kyrkan revs 1939–1940 för att ge plats åt bostäder.